# 内側翼突筋
内側翼突筋（ないそくよくとつきん、英語: medial pterygoid muscle）とは、筋肉の一種で骨格筋（随意筋）である。咀嚼筋の一つである。
人間においては起始が蝶形骨の翼状突起後面の翼突窩外側板、停止が下顎骨翼突筋粗面である。第V脳神経である三叉神経の第三枝である下顎神経の枝の一つである内側翼突筋神経に支配されている。この筋肉が収縮することで下顎骨が上に上がり、咬むことができる。
口腔内から前縁を触知できる。

## 画像

内側翼突筋の位置（赤）